# ホセ・ルイス・サンチェス・ベサ

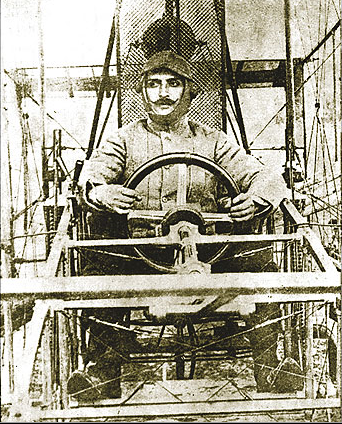
ホセ・ルイス・サンチェス・ベサ

ホセ・ルイス・サンチェス・ベサ（José Luis Sánchez Besa 、1879年2月13日 - 1955年3月2日）は、チリのパイロット、航空機設計者である。1909年にEmilio Edwards Belloとともにチリ人として初めて航空機による飛行を行った。
サンティアゴのサトウキビ大農園の家に生まれた。若い時にフランスに渡り、Edwards Belloと親しくなり、共同でガブリエル・ヴォアザンから飛行機を買い、フランスで飛行訓練を受けて、チリ人最初の飛行を行った。まだ技術的には未熟であったが、1909年にランスの国際飛行大会に参加した。その後、ベルリンやハンブルクでデモ飛行を行なった。1910年8月9日に飛行免許を取得した。
Edwards Belloが事故を起こしてチリに戻った後も航空の世界に残り、飛行学校を経営し、航空機工場を設立した。第一次世界大戦では工場をフランス政府に寄付し、フランスから勲章を受勲した。